# Sons of the Desert (groupe anglais)
 (novembre 2022).
Si vous disposez d'ouvrages ou d'articles de référence ou si vous connaissez des sites web de qualité traitant du thème abordé ici, merci de compléter l'article en donnant les références utiles à sa vérifiabilité et en les liant à la section « Notes et références ».
Sons of the Desert est un groupe de rock britannique formé en 1988 en référence au film Les Compagnons de la nouba, qui a comme nom original Sons of the Desert.

## Membres
- Ewan Shiels (chant, mandoline électrique, mandoline acoustique, banjo, ukulélé, saz, guitare)
- Tracey Shiels (chant, bodhrán, guitare acoustique, basse, ukulélé, trompette)

## Anciens membres
- Alexandra Calinescu (violon)
- Johnny T (violon)
- Paul Rodden (Banjo)
- Joseph Doherty (violon et saxophone)
- Stephen Harrison (contrebasse)
- Johnny Nolan (guitare)
- Michel schick (clarinettes)
- Bertrand Belin (guitare/banjo)
- Vincent Guérin (contrebasse)
- Estelle Amsellem (contrebasse)
- Régis Boulard (batterie)
- Irène Lecoq (violon)
- Roland Pinsard (Clarinettes)

## Histoire du groupe

### Débuts en Angleterre (fin des années 1980 et début des années 1990)
Le groupe est d'abord composé des musiciens Ewan Shiels, Tracey Booth (devenue Tracey Shiels dans le milieu des années 1990), Joseph Doherty, Stephen Harrison et Johnny Nolan. Remarqués à la suite de leurs prestations dans divers lieux publics dont le métro dans lequel ils se sont rencontrés, les Sons of the Desert se taillent très vite une excellent réputation scénique grâce à leurs concerts réguliers dans des pubs de Londres comme le Marquee Club, le Town and Country Club ou bien encore l’Elephant Castle.

En 1992 sort un premier album, Cannibal hood, Carnival hat.[réf. nécessaire]
On y trouve déjà le style si particulier du groupe, qui puise dans les musiques traditionnelles d'Angleterre et d'Irlande comme dans le blues et le bluegrass, la country des États-Unis pour les marier, au travers d'arrangements faisant la part belle à l'ingéniosité et aux performances musicales, au rock ou au jazz. L'ambiance est pour le moins hétérogène, oscillant entre titres calmes et morceaux bien plus bruts et furibonds, les deux chanteurs Tracey et Ewan incarnant tour à tour au travers de leurs interprétations ces deux registres. Tombés amoureux de la Bretagne après quelques concerts en France, Tracey et Ewan décident de s'y installer.[réf. nécessaire]

### Arrivée en France (début et milieu des années 1990)
Après une foule de concerts donnés un peu partout dans le monde, les Sons of the Desert reviennent en 1995 avec un second album, cette fois sans Johnny Nolan mais avec en revanche des invités de marque comme Michael Moore à la clarinette et au piano, ou encore Paul Rodden au banjo.
Greedy, c'est le titre du disque, défriche encore plus de territoires musicaux inexplorés en brassant les genres, des influences orientales au folk en passant par les parties instrumentales généreusement alimentées en solos heavy. Décrit par ses auteurs comme la musique d'un pays inconnu, le disque est un succès critique et public en ce qui concerne les concerts, desservi malheureusement par une mauvaise distribution. Il est en général la référence de la majorité des fans du groupe, qui y trouvent une parfaite somme du charme, de la folie, de la qualité, de l'exigence et de l'éclectisme de la formation.
Après des tournées chargées en morceaux de bravoure, Tracey et Ewan font une pause pour élever leur nouvelle petite famille. Au fil du temps ils se mettent à s'aventurer ensemble dans des projets parallèles comme Wagon ou The Roving Ladies. La formation des Sons of the Desert fini par évoluer jusqu'à prendre celle que l'on retrouvera sur le troisième et dernier disque en date, sorti en 2002 : Goodnight Noises Everywhere.

### Évolution du groupe durant la dernière décennie
Jusque-là vierge de toute batterie, la musique des Sons of the desert prend un tournant important qui amène le groupe à un peu plus s'orienter vers le jazz / rock, sans jamais renier pour autant la personnalité de son écriture et l'originalité de son style mélodique. En plus de Tracey et Ewan Shiels, évidemment présents en tant que membres fondateurs, on trouve Vincent Guérin à la contrebasse et Régïs Boulard à la batterie, Paul Rodden faisant son retour au banjo pour quelques-uns des morceaux sur lesquels répondent présents une pléthore d'invités, parmi lesquels Michael Moore une nouvelle fois, Pol Huellou ou Bertrand Belin. Une fois encore, le soutien promotionnel de leur label n'est pas complètement au rendez-vous, à l'opposé de la critique qui elle est pour le moins unanime quant aux qualités intrinsèques de ce nouvel opus.
En 2002 et l'année suivante, la nouvelle formation en quatuor des Sons reprend les routes pour de nouvelles séries de concerts. Le 2 décembre 2003, le groupe livre son dernier concert avec Vincent Guérin à La Flèche d'Or, à Paris. Il est remplacé à partir du concert suivant, le 25 juillet 2004 à Villeneuve-lès-Avignon, par Estelle Amsellem.

## Discographie

### Albums
Les albums de Sons of the Desert sont :
- 1992 : Cannibal hood, Carnival hat - UMI

1. Uncle Angel - 03:15
2. Spell - 03:38
3. Within A Mile - 02:51
4. Sickfish Bellyup - 02:52
5. Treacle - 03:49
6. Gramasols - 02:39
7. Rover - 04:00
8. Bit Of A Stew - 02:26
9. Cradle Cap - 04:14
10. Crow - 04:21
11. Doom - 02:55
12. Clapped Out Old Device - 02:30
13. Nightmare Snack - 04:51

Illustrations de l'album par  Tony "Doc" Shiels, père d'Ewan, illusionniste renommé.
- 1996 : Greedy - Label Bleu

1. Chop-A-Nose Day
2. All Gone
3. Lamb's Tiddgerrs
4. Don't Praise Her
5. Greedy As I Get
6. O.K.B.
7. Bruno
8. Bear Baiting
9. Tear-Apart Change Bag
10. Beat The Trees
11. Arrogant And Ungrateful
12. Cornered (in a Barn)
13. Holiday Home
14. (I'm) Blind
15. Sperm Jacket

- 2002 : Goodnight Noises Everywhere... - Emarcy

1. Reading Machine  - 06:44
2. Fetch And Carry  - 03:46
3. The Birds  - 04:03
4. Warning To The Curious  - 04:04
5. Go Back  - 01:39
6. Thing  - 04:27
7. Come Over See  - 03:38
8. Rusty  - 05:20
9. The Shackles Of Life  - 04:07
10. Skullhead  - 03:18
11. Engineers  - 03:39
12. Trickswitch  - 04:12

- 2010 : Out of the Past - éd.

1. This
2. With Nobody
3. Bleak Inside
4. My Sickness
5. Where Evils Walks
6. Sink
7. Stranger Still
8. Pies
9. Thru Dead Trees
10. Listen
11. Out Of The Past